# متونی

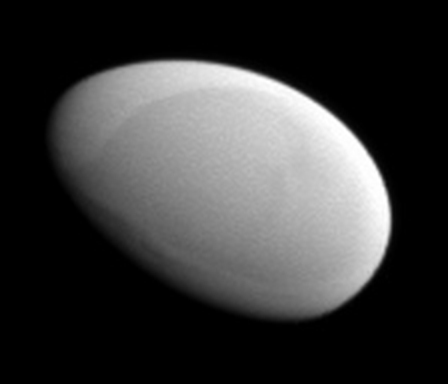
تصویر کاسینی-هویگنس از سمت پیشرو مسونی که در ۲۰ می ۲۰۱۲ گرفته شده‌است

متونی (انگلیسی: Methone) (Saturn XXXII) (S/2004 S1) یک قمر کوچک تخم مرغی شکل (جزء دسته قمرهای الکینویدز) با شعاع ۱ مایلی (۱٫۶ کیلومتر) است که بین میماس و انسلادوس در شعاع ۱۲۰۵۴۶ مایلی (۱۹۴۰۰۰ کیلومتری) از سیاره کیوان می‌چرخد. دانشمندان دو نظریه برای توضیح حضور مسون و دو قمر خواهر کوچک دیگر به نام‌های پلینی و انسی دارند. اول، سه قمر ممکن است از میماس یا انسلادوس جدا شده باشند. دوم، هر پنج قمر ممکن است بقایای یک دسته بزرگتر باشند که در آن منطقه نزدیک به زحل سفر کرده‌اند. ابعاد مسونی (۳٫۸۸±۰٫۰۴) × (۲٫۵۸±۰٫۰۸) × (۲٫۴۲±۰٫۰۴) کیلومتر و شعاع آن ۱٫۴۵±۰٫۰۳ کیلومتر می‌باشد.

## اکتشاف
تیم تصویربرداری کاسینی-هویگنس، قمر متونی را در ۱ ژوئن ۲۰۰۴ کشف کردند. مسونی و همسایه اش پلینی، نخستین قمرهایی بودند که در تصاویر کاسینی کشف شدند.

## نام
جان هرشل پیشنهاد کرد که قمرهای کیوان با برادران و خواهران اسطوره‌ای کرونوس مرتبط باشند. (کرونوس معادل خدای رومی زحل در اساطیر یونانی است)
نام متونی از نام یکی از هفت آلکیونید - دختران خدا (یا تیتان) آلکیونئوس در اساطیر یونان گرفته شده‌است.

## رابطه دینامیکی با قمرهای همسایه
متونی هر در ۲۴ ساعت یک دور به گرد زحل می‌چرخد. متونی، پلینی و انسی، همگی در فواصل بسیار مشابهی از کیوان می‌گردند. آنها در یک رابطه دینامیکی هستند. میماس به شدت سه قمر را که همگی بین میماس و انسلادوس می‌چرخند، تحت تأثیر قرار داده‌است. میماس که بسیار پرجرم‌تر است، باعث می‌شود که مدار مسونی تا ۱۲٫۴ مایل (۲۰ کیلومتر) تغییر کند، مسونی همچنین تأثیر قابل توجهی در پلینی و بیشترین تأثیر را بر انسی دارد.